# Titonus (Tennyson)

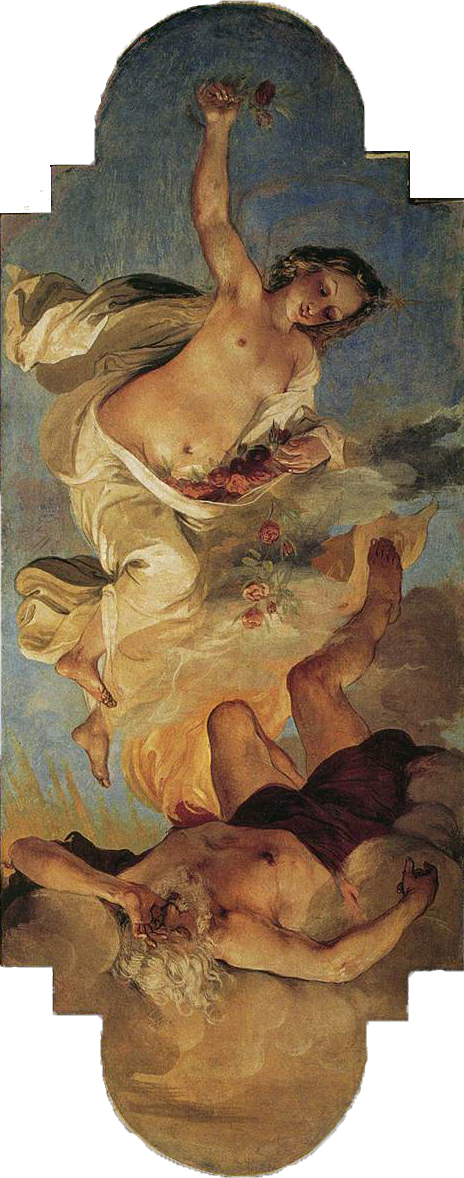
Giovanni Da San Giovanni, Aurora i Titonus

Titonus – wiersz dziewiętnastowiecznego angielskiego poety Alfreda Tennysona. Pierwsza wersja została opublikowana w 1833, natomiast wersja ostateczna w 1859. Utwór opowiada o znanym z mitologii greckiej Titonosie, który otrzymał dar nieśmiertelności i cierpiał męki, nie mogąc umrzeć. Został napisany wierszem białym (blank verse).

The woods decay, the woods decay and fall,
The vapours weep their burthen to the ground,
Man comes and tills the field and lies beneath,
And after many a summer dies the swan.
Me only cruel immortality
Consumes: I wither slowly in thine arms,
Here at the quiet limit of the world,
A white-hair'd shadow roaming like a dream
The ever-silent spaces of the East,
Far-folded mists, and gleaming halls of morn.

Wiersz przekładali na język polski Adam Asnyk i Zygmunt Kubiak.